# Alberto Comin
Alberto Comin, detto Berto (Padova, 18 gennaio 1933), è un ex rugbista a 15 italiano.

## Biografia
Nato a Padova, dagli anni 60 vive a Sassari dove ha svolto l'attività di geometra.

## Carriera
Prima di diventare un giocatore di rugby con il Petrarca, è stato per breve tempo anche calciatore vestendo sempre i colori del Petrarca.
Con la nazionale di rugby gioca dal 1955 al 1958, debuttando il 13 marzo 1955 a Milano contro la Germania Ovest.